# Франческо Кальцона
Франческо Кальцона (італ. Francesco Calzona, нар. 24 жовтня 1968, Вібо-Валентія) — італійський футбольний тренер.

## Ігрова кар'єра
Мав дуже коротку професійну ігрову кар'єру, взявши по ходу сезону 1986/87 участь у трьох іграх Серії B за «Ареццо» на позиції півзахисника.
| Дата       | Місто        | Господарі  | Результат | Гості                | Турнір                               | Голи                      | Примітки        |
| ---------- | ------------ | ---------- | --------- | -------------------- | ------------------------------------ | ------------------------- | --------------- |
| 22-9-2022  | Трнава       | Словаччина | 1 – 2     | Азербайджан          | Ліга націй УЄФА 2022-2023 - 1-й етап | Ерік Їрка                 | Кап: М. Шкриняр |
| 25-9-2022  | Бачка-Топола | Словаччина | 1 – 1     | Білорусь             | Ліга націй УЄФА 2022-2023 - 1-й етап | Адам Зреляк               | Кап: М. Шкриняр |
| 17-11-2022 | Подгориця    | Чорногорія | 2 – 2     | Словаччина           | товариський матч                     | Давід Ганцко Юрай Куцка   | Кап: М. Шкриняр |
| 20-11-2022 | Братислава   | Словаччина | 0 – 0     | Чилі                 | товариський матч                     | -                         | Кап: М. Гамшик  |
| 23-3-2023  | Трнава       | Словаччина | 0 – 0     | Люксембург           | Відбір до ЧЄ 2024                    | -                         | Кап: Ю. Куцка   |
| 26-3-2023  | Братислава   | Словаччина | 2 – 0     | Боснія і Герцеговина | Відбір до ЧЄ 2024                    | Роберт Мак Лукаш Гараслін | Кап: Ю. Куцка   |
| 17-6-2023  | Рейк'явік    | Ісландія   | 1 – 2     | Словаччина           | Відбір до ЧЄ 2024                    | Юрай Куцка Томаш Суслов   | Кап: М. Гамшик  |
| Усього     |              | Матчів     | 7         |                      | Голів                                | 8                         |                 |